# Це Чи Лоп
Це Чи Лоп (англ. Tse Chi Lop, иер. трад. 謝志樂, кант.-рус.: Че Чилок, палл.: Се Чжилэ), 1963 года рождения — гражданин Канады, предположительно являющийся главой преступного суперсиндиката Sam Gor (иер. 三哥, кант.-рус. Самко, кит.-рус. Саньгэ; также известен как The Company), объединяющего пять крупных криминальных синдикатов и действующего в странах Юго-Восточной Азии и Азиатско-Тихоокеанского региона. Согласно данным Управления ООН по наркотикам и преступности, руководимый Це Чи Лопом синдикат ежегодно продаёт наркотики на сумму около 17 миллиардов долларов. 
Хотя масштаб деятельности Це Чи Лопа и его организации правоохранители считают сопоставимым с масштабом Пабло Эскобара или Эль Чапо, ему удавалось избегать публичности и повышенного внимания со стороны полиции до 2016 года. В 2016 году полиция Мьянмы задержала в аэропорту Янгона одного из членов Sam Gor за транспортировку наркотиков и изъяла его смартфон, оказавшийся очень ценным источником информации. Анализ информации в смартфоне подтвердил происхождение наркотиков из нелегальных лабораторий штата Шан и дал представление о масштабе деятельности синдиката и лично Це Чи Лопа. 
Эта информация была передана национальным и международным правоохранительным органам, в 2019 году Це Чи Лоп был объявлен в международный розыск. 24 января 2021 полиция Нидерландов арестовала Це Чи Лопа в аэропорте Схипхол, что стало одним из крупнейших успехов по борьбе с наркотиками в Азиатско-Тихоокеанском регионе за десятилетие.